# Сержіо Рікардо дос Сантуш Жуніор
Сержіо Рікардо дос Сантуш Жуніор (порт.-браз. Sérgio Ricardo dos Santos Júnior; нар. 3 грудня 1990, Сантус, Бразилія) — бразильський футболіст, півзахисник «Марінги».

## Життєпис

### «Сантус»
Футбольний шлях розпочав у 8-річному віці в «Сантусі», де займався разом з Неймаром. У 2010 році на професіональному рівні провів один поєдинок. У 2011 році перейшов в оренду до «Ред Булл Бразіл», якому допоміг виграти Серію A3 Ліги Паулісти

### «Оесте»
У 2011 році приєднався до «Оесте». Півзахисник відіграв важливу роль у виході клубу з Паулісти в Серію B, відзначився третім голом у ворота «Форталези», а команда з Сан-Паулу стала переможцем змагань. Окрім цього допоміг команді виграти Лігу Паулісти Інтеріор.

### «Палмейрас»
Влітку 2013 року, після вильоту «Палмейраса» з Серії A до Серії B, перейшов в оренду до вище вказаного клубу. У футболці «Палмейраса» дебютував 4 липня 2013 року в поєдинку проти «Аваї».

### «Кайрат»
18 березня 2015 року підписав 3-річний контракт з представником Прем'єр-ліги Казахстану «Кайрат».

### «Сеара»
У січні 2016 року повернувся до Бразилі та перейшов до «Сеари», з яким підписав 1-річний контракт. Після невдачі в Серії А покинув «Сеару».

### «Мацумото Ямага»
17 січня 2016 року представлений як новачок «Мацумото Ямаги». У сезоні 2018 року з 11-ма забитими м'ячами став найкращим бомбардиром команди та допоміг їй виграти Джей-лігу 2. 7 лютого 2021 року, по завершенні терміну дії контракту, залишив «Мацумото Ямагу».

### «Тегу»
У лютому 2021 року перейшов до південнокорейського «Тегу». 18 червня 2021 року було оголошено про розірвання контракту з клубом за сімейними обставинами. 

### Повернення до «Мацумото Ямаги»
29 липня 2021 року повернувся до «Мацумото Ямаги». 21 грудня 2021 року у зв'язку із закінченням контракту залишив японський клуб.

### «Пайсанду»
25 лютого 2022 року приєднався до «Пайсанду».

## Статистика виступів

### Клубна
Станом на 24 лютого 2019
| Клуб              | Сезон             | Ліга              | Ліга  | Ліга | Чемпіонат штату | Чемпіонат штату | Нац. кубок | Нац. кубок | Конт. кубок | Конт. кубок | Інші  | Інші | Загалом | Загалом |
| Клуб              | Сезон             | Дивізіон          | Матчі | Голи | Матчі           | Голи            | Матчі      | Голи       | Матчі       | Голи        | Матчі | Голи | Матчі   | Голи    |
| ----------------- | ----------------- | ----------------- | ----- | ---- | --------------- | --------------- | ---------- | ---------- | ----------- | ----------- | ----- | ---- | ------- | ------- |
| «Кайрат»          | 2015              | ПЛК               | 14    | 3    | -               | -               | 3          | 0          | 5           | 0           | 0     | 0    | 22      | 3       |
| «Сеара»           | 2016              | Серія B           | 17    | 1    | 8               | 2               | 6          | 0          | -           | -           | -     | -    | 31      | 3       |
| «Мацумото Ямага»  | 2017              | Джей-ліга 2       | 24    | 3    | -               | -               | 2          | 2          | -           | -           | -     | -    | 26      | 5       |
| «Мацумото Ямага»  | 2018              | Джей-ліга 2       | 33    | 11   | -               | -               | 1          | 0          | -           | -           | -     | -    | 34      | 11      |
| Усього за кар'єру | Усього за кар'єру | Усього за кар'єру | 88    | 18   | 8               | 2               | 12         | 3          | 5           | 0           | 0     | 0    | 113     | 22      |

## Досягнення
«Сантус»
- Ліга Пауліста
  -  Чемпіон (1): 2010

«Ред Булл»
- Серія А3 Ліги Паулісти
  -  Чемпіон (1): 2011

«Оесте»
- Серія C Бразилії
  -  Чемпіон (1): 2012

- Ліга Пауліста Інтеріор
  -  Чемпіон (1): 2011

«Палмейрас»
- Серія B Бразилії
  -  Чемпіон (1): 2013

«Ямага Мацумото»
- Джей-ліга 2
  -  Чемпіон (1): 2018